# José María Castro Madriz
| José María Castro Madriz Presidenti della Costa Rica |                                        |
| Primo mandato:                                       | 8 maggio 1847 al 16 novembre 1849      |
| – Preceduto da:                                      | José María Alfaro Zamora               |
| – Succeduto da:                                      | Juan Rafael Mora Porras                |
| Secondo mandato:                                     | 8 maggio 1866 al 1º novembre 1868      |
| – Preceduto da:                                      | Jesús Jiménez Zamora (primo mandato)   |
| – Succeduto da:                                      | Jesús Jiménez Zamora (secondo mandato) |
| Data di nascita:                                     | 1º settembre 1818                      |
| Luogo di nascita:                                    | San José                               |
| Data di morto:                                       | 4 aprile 1892                          |
| Luogo di morte:                                      | San José                               |
| Partito:                                             |                                        |

José María Castro Madriz (San José, 1º settembre 1818 – San José, 4 aprile 1892) è stato un politico costaricano.
Ha esercitato il potere esecutivo in Costa Rica in due occasioni: dal 1847 al 1849, e dal 1866 al 1868. È riverito come il "Fondatore della Repubblica della Costa Rica".
Fu eletto capo di Stato nel 1847, durante la disintegrazione degli Stati Uniti dell'America Centrale. Il 31 agosto 1848 dichiarò formalmente la Costa Rica una repubblica indipendente e sovrana, sciogliendo così tutti i legami con la federazione moribonda. Dopo servì per un altro anno come presidente dell'indipendenza della nazione prima di una pressione di oppossizione che l'hanno costretto a dimettersi nel novembre 1849.
È stato rieletto nel 1886 ma fu deposto da un colpo di Stato due anni dopo.